# Leguisamo solo
Leguisamo solo é um tango composto em 1925 por  de Modesto H. Papávero , que faz parte do disco  Gardel, King of Tango vol I .
Gravado inicialmente por Carlos Gardel, que com ele prestava homenagem ao seu ídolo e amigo , o jóquei Irineu Leguisamo .
Ao lado de outros tangos, como Por una cabeza evoca uma das atividades esportivas mais populares na época, o turfe.